# KoA-disulfid reduktaza
KoA-disulfid reduktaza (EC 1.8.1.14, KoA-disulfidna reduktaza (2), 2:KoA-disulfidna oksidoreduktaza, KoA:NAD+ oksidoreduktaza, KoADR, koenzim A disulfidna reduktaza) je enzim sa sistematskim imenom KoA:NAD(P)+ oksidoreduktaza. Ovaj enzim katalizuje sledeću hemijsku reakciju
2 KoA + NAD(P)+ {\displaystyle \rightleftharpoons } KoA-disulfid + NAD(P)H + H+
Ova enzim je flavoprotein. On se razlikuje od enzima EC 1.8.1.6 (cistinske reduktaze), EC 1.8.1.7 (glutation-disulfidne reduktaze) i EC 1.8.1.13 (bis-gama-glutamilcistinske reduktaze). Dok enzim iz Staphylococcus aureus ima jaku preferenciju za NADPH, enzim iz termofilne Archaea Pyrococcus horikoshii može da efektivno koristi NADH i NADPH.

## Literatura
- Nicholas C. Price; Lewis Stevens (1999). Fundamentals of Enzymology: The Cell and Molecular Biology of Catalytic Proteins (Third изд.). USA: Oxford University Press. ISBN 019850229X.
- Eric J. Toone (2006). Advances in Enzymology and Related Areas of Molecular Biology, Protein Evolution (Volume 75 изд.). Wiley-Interscience. ISBN 0471205036.
- Branden C; Tooze J. Introduction to Protein Structure. New York, NY: Garland Publishing. ISBN 0-8153-2305-0.
- Irwin H. Segel. Enzyme Kinetics: Behavior and Analysis of Rapid Equilibrium and Steady-State Enzyme Systems (Book 44 изд.). Wiley Classics Library. ISBN 0471303097.
- William P. Jencks (1987). Catalysis in Chemistry and Enzymology. Dover Publications. ISBN 0486654605.

## Spoljašnje veze
- CoA-disulfide+reductase на 